# Montagne de Bueren
Pour les articles homonymes, voir Bueren.
La montagne de Bueren [byʁɛn, -ʁən] est un escalier de 374 marches (avec une pente de 30 %) reliant le quartier Féronstrée et Hors-Château au Péri et à la citadelle en traversant les Coteaux dans la ville de Liège en Belgique.

## Odonymie
Cet imposant escalier perpétue le souvenir de Vincent de Bueren (vers 1440-1505), un noble d'origine gueldroise, qui, à la tête des Six cents Franchimontois, fut un des plus acharnés défenseurs de Liège contre le duc de Bourgogne, Charles le Téméraire.

## Confusion

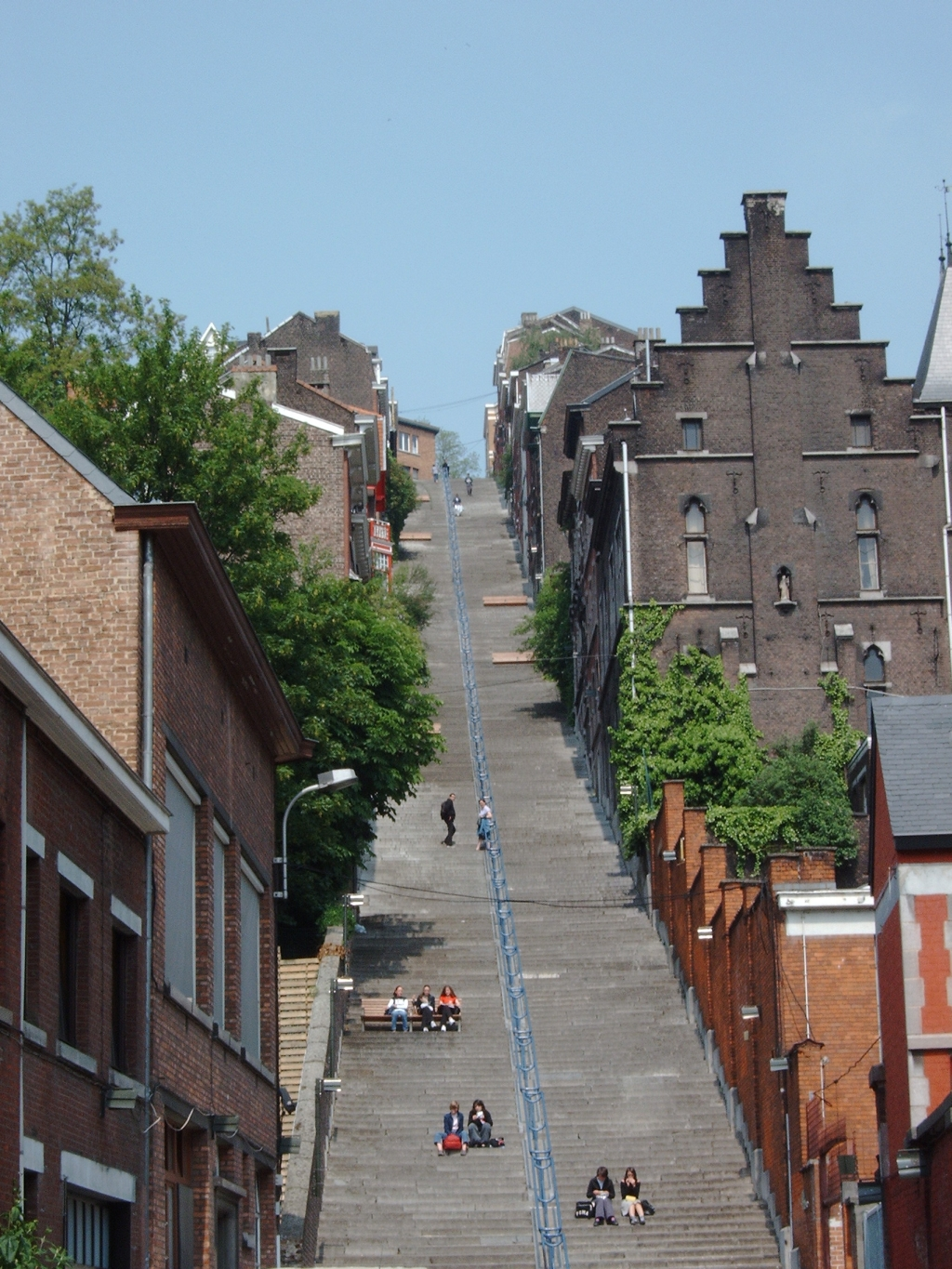
Montagne de Bueren.

Certains Liégeois appellent à tort la montagne de Bueren Lès sî cin grés (« Les six cents marches » en wallon) par confusion avec les Six cents Franchimontois. Cet escalier suivait, intra-muros, le rempart de la ville, maintenant disparu, entre la porte de Vivegnis et la Païenporte, soit à quelque 450 m plus à l'est de la Montagne de Bueren.[réf. nécessaire]

## Description

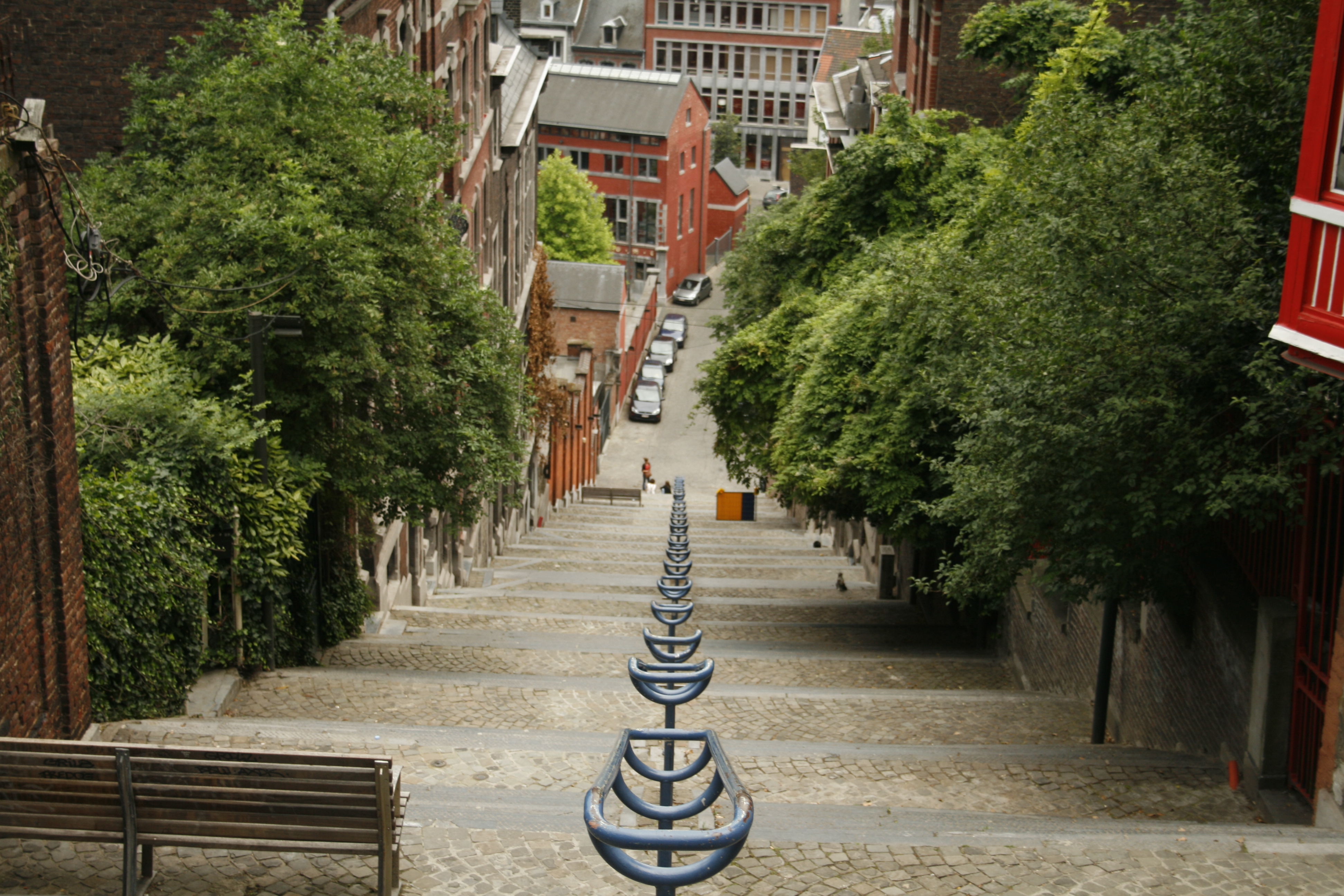
Montagne de Bueren.

De la rue Hors-Château, laissant, à droite, le couvent des Ursulines et, à gauche, l'impasse des Ursulines serpenter à flanc de coteau jusqu'aux Terrasses des Minimes, les 374 marches mènent Au Péri puis à la citadelle. La rue mesure, en totalité, 260 mètres et les escaliers 194 mètres. La pente moyenne de l'escalier est de près de 28 %.
L'ascension est facilitée par la présence, à intervalles réguliers, de paliers, où quelques bancs permettaient autrefois, de regarder à l'aise la ville qui, petit à petit, se révèle. On découvre d'abord l'îlot Saint-Georges, la cité administrative, puis la Meuse sous le pont des Arches.

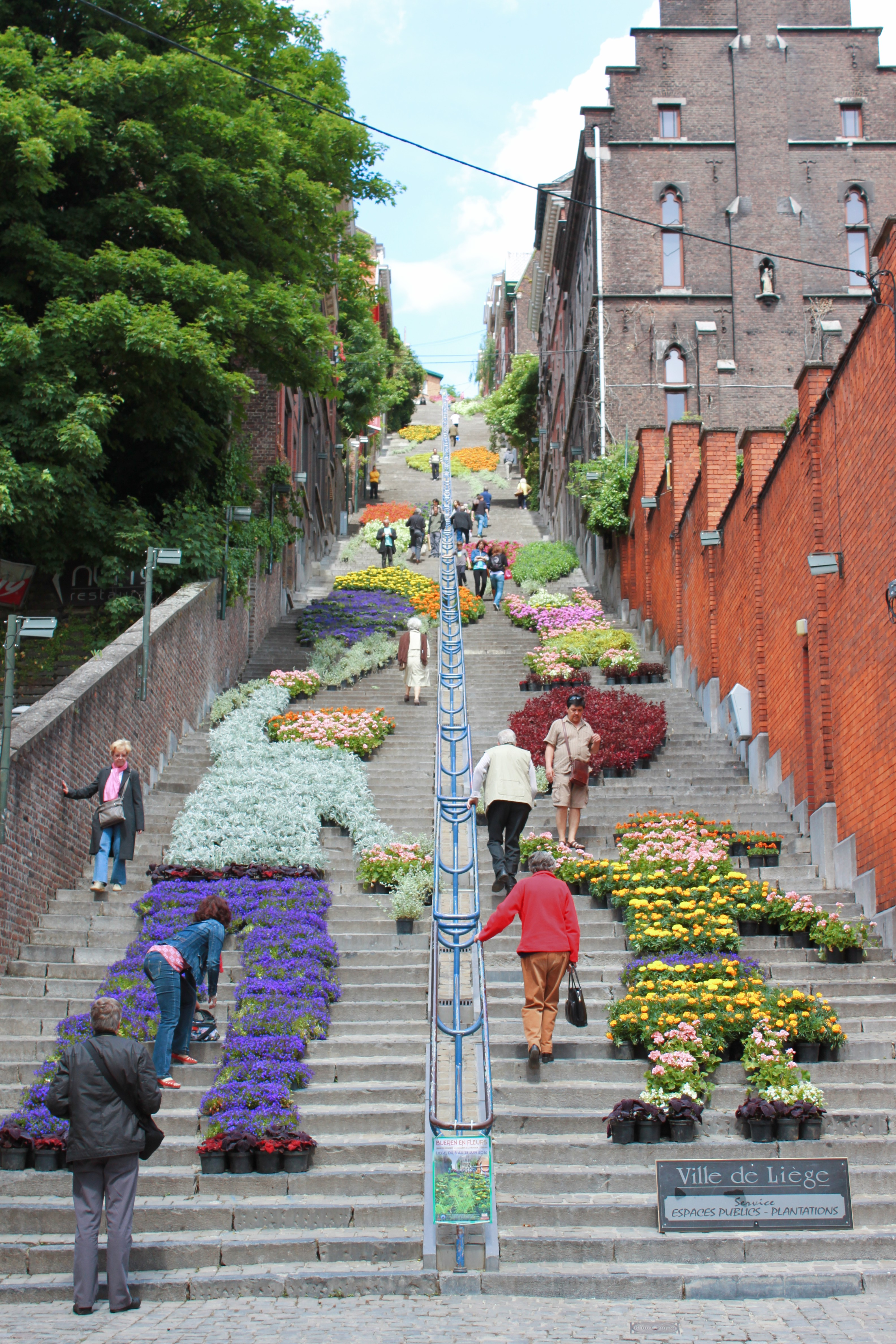
Décoration florale des escaliers en juin 2012.

Chaque année, le 1er samedi d'octobre, depuis 1994, lors de la Nocturne, des Coteaux de la Citadelle, l'escalier plongé dans l'obscurité, se voit éclairé par plusieurs milliers de bougies présentant au public un spectacle chatoyant. Depuis 2010, un autre événement s'y déroule tous les deux ans (années paires) et au mois de juin : Bueren en Fleurs, une fresque florale composée par environ 25.000 plants et imaginée par le Service des Plantations de la Ville de Liège, est installée sur les marches par le personnel de ce Service communal. Ces deux événements ont été lancés par l'échevinat du Tourisme de la Ville de Liège.
Le Huffington Post cite en 2013 la montagne de Bueren parmi « les escaliers les plus extrêmes du monde ».
L'endroit est le lieu d'organisation de divers événements culturels ou challenges sportifs, dont en 2014 l'Everest de Bueren, consistant en l'escalade à 132 reprises des 374 marches (67 mètres de dénivelé) pour un dénivelé total équivalent aux 8 849 mètres d'altitude de l'Everest,.
En juillet 2020, Louis-Philippe Loncke gravit et descend les marches 135 fois en portant un sac à dos de 15 kg en 65h30min afin de simuler l'Everest et monter plus de 9000 m,,,,.

## Historique

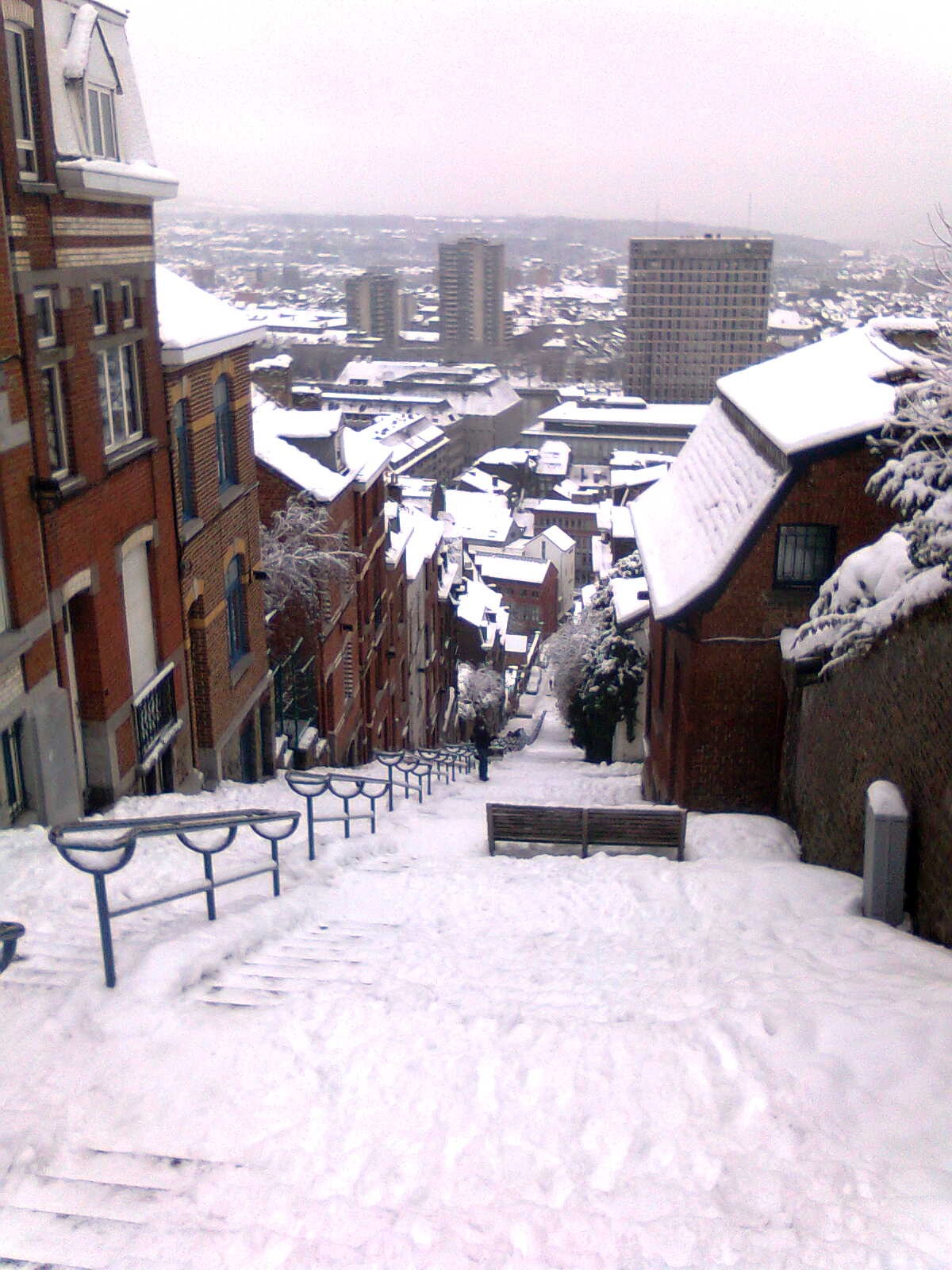
Montagne de Bueren sous la neige.

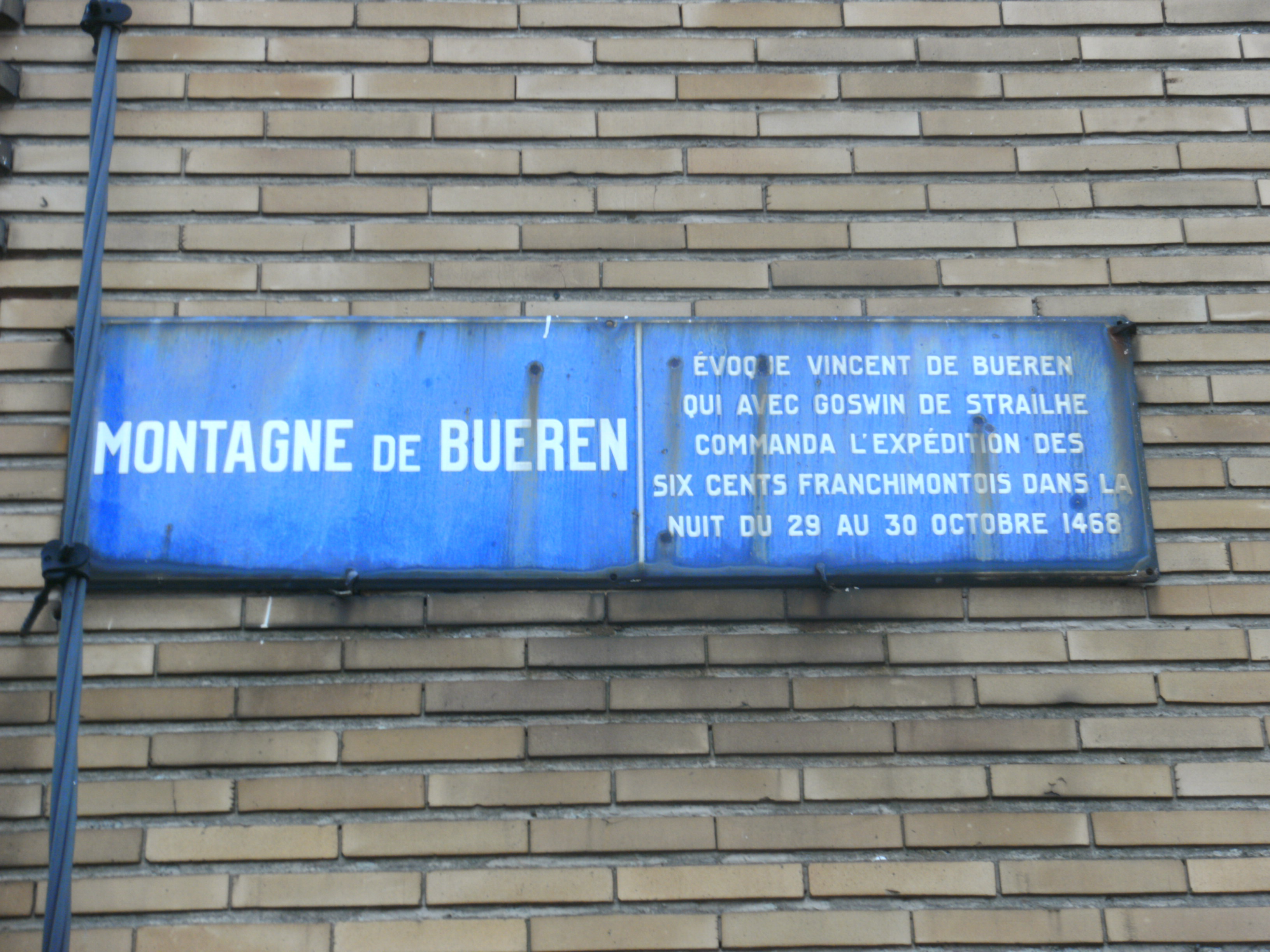
Plaque de rue de la Montagne de Bueren

Ce nouveau chemin, tenant sur Hors-Château, est terminé en 1880 à la suite d'une décision prise par le conseil communal en mars 1875. Il doit permettre un accès rapide de la garnison stationnée à la citadelle vers le centre de la ville en cas d'invasion ou de soulèvement populaire et, plus prosaïquement, interdiction est faite à cette garnison d'encore passer par la rue Pierreuse où sont établis nombre d'estaminets et où œuvrent des prostituées. Ces fonctions ne durent qu'une dizaine d'années, la citadelle étant déclassée en 1891.

## Voirie adjacente
- Impasse des Ursulines